# Psapharochrus melanosticticus
Psapharochrus melanosticticus là một loài bọ cánh cứng trong họ Cerambycidae.